# 저우팅팅
저우팅팅(중국어 정체자: 周婷婷, 병음: Zhōu Tíngtíng, 한자음: 주정정, Petty Ting, 1986년 8월 8일 ~ )은 대만의 배우이다.